# Hansa-Brandenburg D.1
Le Hansa Brandenburg D.I était un avion de chasse biplan monoplace allemand de la Première Guerre mondiale.
L'appareil fut développé en Allemagne par Ernst Heinkel et il fut construit en Autriche-Hongrie par les sociétés Phönix Flugzeug-Werke AG et Ungarische Flugzeugfabrik AG. Il fut fabriqué en 2 versions (selon le moteur utilisé) et en séries de 100 exemplaires. Le D1 n'était pas très stable en vol et le pilote avait un champ de vision restreint. Sa mise en service en automne 1916 était accompagnée de nombreux accidents, ce qui lui valut le surnom de "cercueil". Cela n'empêcha pas l'aviation militaire austro-hongroise d'utiliser cet appareil en grand nombre jusqu'à la mi-1917. L'aviation militaire allemande ne l'utilisa qu'en 1916.